# Pikeville (Kentucky)
Pikeville es una ciudad ubicada en el condado de Pike en el estado estadounidense de Kentucky. En el Censo de 2010 tenía una población de 6903 habitantes y una densidad poblacional de 126,49 personas por km².

## Geografía

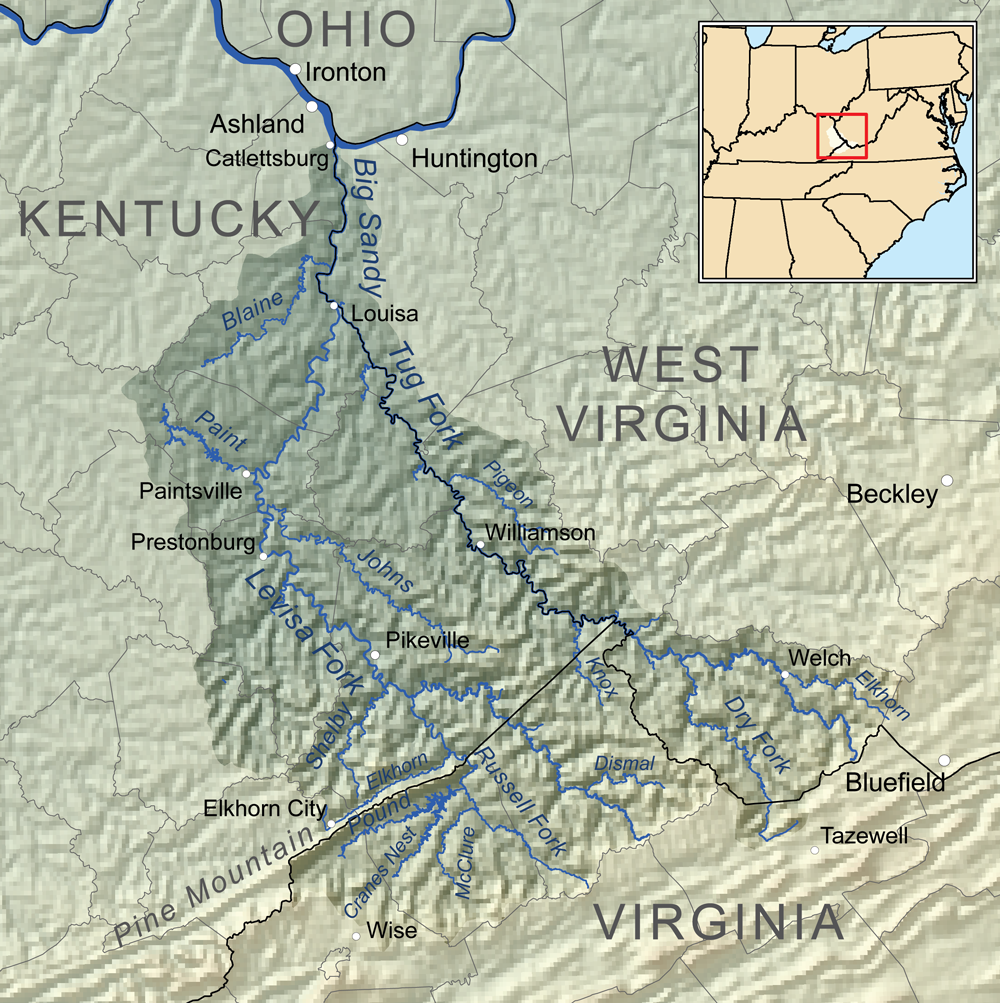
Mapa del río Big Sandy en el que aparece en el centro y a la izquierda Pikeville

Pikeville se encuentra ubicada en las coordenadas 37°28′46″N 82°31′37″O / 37.47944, -82.52694, a la orilla del río Levisa Fork, una de las fuentes del río Big Sandy, que es un afluente del Ohio, a su vez, afluente del Misisipi. Según la Oficina del Censo de los Estados Unidos, Pikeville tiene una superficie total de 54.57 km², de la cual 54.57 km² corresponden a tierra firme y (0%) 0 km² es agua.

## Demografía
Según el censo de 2010, había 6903 personas residiendo en Pikeville. La densidad de población era de 126,49 hab./km². De los 6903 habitantes, Pikeville estaba compuesto por el 93.12% blancos, el 2.65% eran afroamericanos, el 0.12% eran amerindios, el 1.88% eran asiáticos, el 0.07% eran isleños del Pacífico, el 0.54% eran de otras razas y el 1.62% pertenecían a dos o más razas. Del total de la población el 1.74% eran hispanos o latinos de cualquier raza.